# Eisenach Challenger 1999
L'Eisenach Challenger 1999 è stato un torneo di tennis facente parte della categoria ATP Challenger Series nell'ambito dell'ATP Challenger Series 1999. Il torneo si è giocato a Eisenach in Germania dal 21 al 27 giugno 1999 su campi in terra rossa.

## Vincitori

### Singolare
Juan Albert Viloca ha battuto in finale  Tomas Behrend con il punteggio di 7–6, 6–4

### Doppio
Mitch Sprengelmeyer /  Jason Weir-Smith hanno battuto in finale  Dirk Dier /  Marcus Hilpert con il punteggio di 6–3, 6–1